# Domínio afromontano

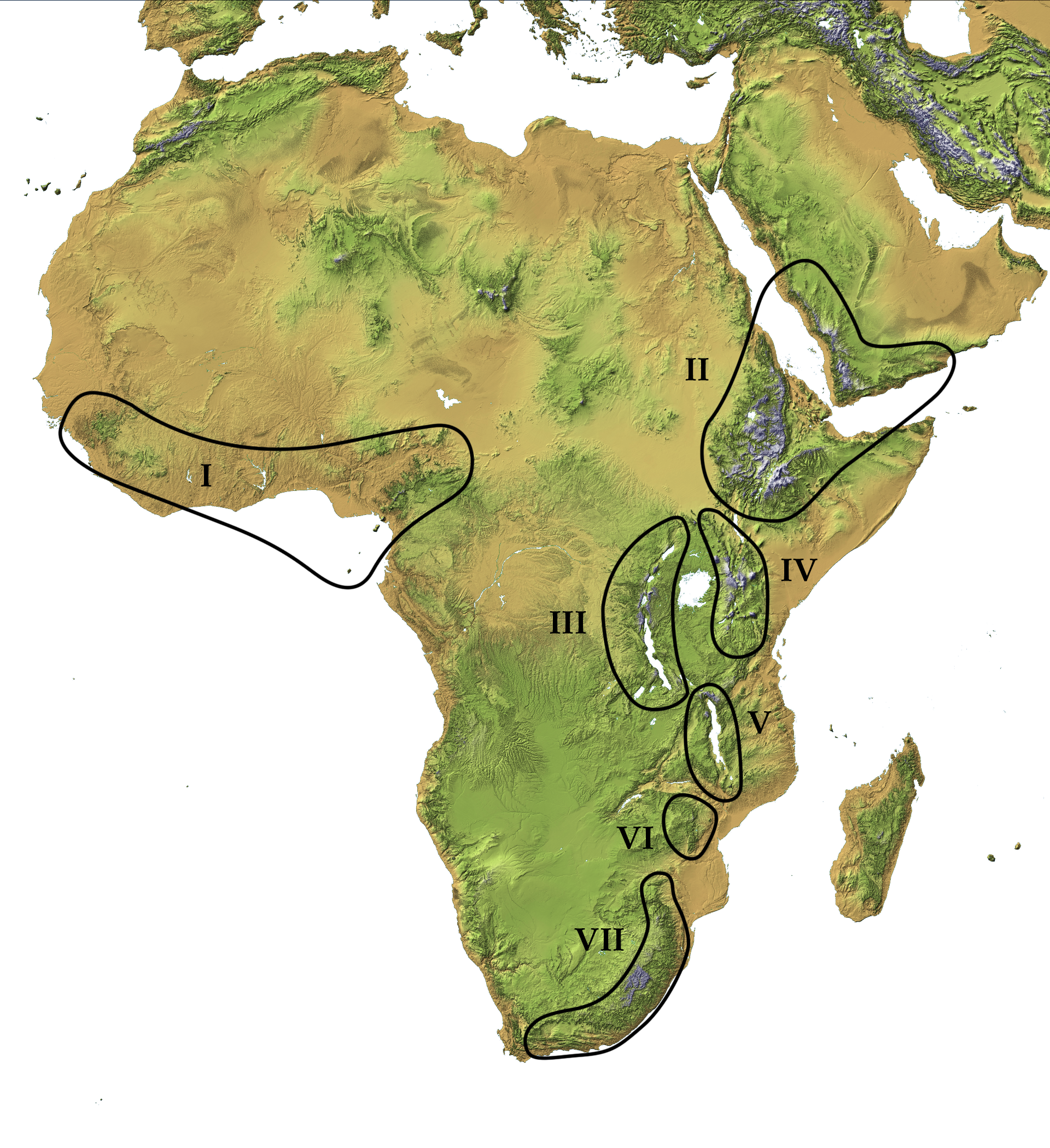
Ecorregiões afromontanas: I. Mesetas de África ocidental e dos Camarões; II. mesetas da Etiópia e da Arábia; III. Rifte ocidental (Albertino); IV. Rifte oriental; V. Rifte meridional; VI. Mesetas orientais; e VII. Drakensberg.

Domínio afromontano, ou região afromontana, é a designação adoptada em biogeografia e ecologia para designar as sub-regiões da ecozona afro-tropical caracterizadas por ecossistemas de montanha. Nestas regiões ocorrem as espécies de plantas e de animais característicos das zonas montanhosas da África e da região meridional da Península Arábica. As regiões afromontanas de África são descontínuas, separadas umas das outras por extensas áreas mais baixas, razão que justifica serem frequentemente referidas por «arquipélago afromontano», já que a sua distribuição é análoga a uma série de ilhas celestes.

## Geografia
As comunidades afromontanas aparecem em altitudes de entre 1 500 m e 2 000 m na região equatorial, mas descem até altitudes muito menores, cerca dos 300 m nas Florestas montanas de Knysna-Amatole na África do Sul. Os bosques afromontanos são geralmente mais frescos e mais húmidos que as florestas das terras baixas que os rodeiam.

## Flora
Nestas formações ocorrem plantas dos géneros Podocarpus e Afrocarpus, em conjunto com Prunus africana, Hagenia abyssinica, Juniperus procera e diversas espécies do género Olea. Nas altitudes maiores ocorrem formações que se integram no tipo de flora afroalpina.
Sao endémicas afromontanas as famílias de plantas Curtisiaceae e Oliniaceae, enquanto a família Barbeyaceae é quase endémica. Os géneros arbóreos Afrocrania, Balthasaria, Curtisia, Ficalhoa, Hagenia, Kiggelaria, Leucosidea, Platypterocarpus, Trichocladus, Widdringtonia e Xymalos são endémicos afromontanos, bem como os géneros herbáceos Ardisiandra, Cincinnobotrys e Stapfiella.